# Lubzina (przystanek kolejowy)
Lubzina – przystanek kolejowy w Lubzinie, w gminie Ropczyce, w powiecie ropczycko-sędziszowskim, w województwie podkarpackim, w Polsce.

## Ruch pasażerski
| Rok  | Wymiana pasażerska na dobę |
| ---- | -------------------------- |
| 2017 | 50-99                      |
| 2022 | 150-199                    |